# Peter Burge (athlétisme)
Pour les articles homonymes, voir Peter Burge et Burge (homonymie).
Peter Burge (né le 3 juillet 1974 à Townsville) est un athlète australien, spécialiste du saut en longueur. 

## Biographie
Il remporte la médaille d'or du saut en longueur lors des Jeux du Commonwealth de 1998, à Kuala Lumpur avec un saut à 8,22 m. Auteur de la meilleure performance de sa carrière le 2 mars 2000 à Melbourne avec 8,30 m, il se classe sixième des Jeux olympiques de 2000 à Sydney, avec la marque de 8,15 m. Il termine au pied du podium des championnats du monde en salle 2001.

## Palmarès
| Date | Compétition                    | Lieu         | Résultat | Épreuve          | Marque |
| ---- | ------------------------------ | ------------ | -------- | ---------------- | ------ |
| 1998 | Jeux du Commonwealth           | Kuala Lumpur | 1er      | Saut en longueur | 8,22 m |
| 2000 | Jeux olympiques                | Sydney       | 6e       | Saut en longueur | 8,15 m |
| 2001 | Championnats du monde en salle | Lisbonne     | 4e       | Saut en longueur | 8,11 m |

## Records
| Épreuve          | Marque | Lieu      | Date        |
| ---------------- | ------ | --------- | ----------- |
| Saut en longueur | 8,30 m | Melbourne | 2 mars 2000 |